# Мейзам Мустафа-Джохар
Мейзам Мустафа-Джохар (перс. میثم مصطفی جوکار; нар. 29 січня 1985, Малаєр, остан Хамадан) — іранський борець вільного стилю, чемпіон та дворазовий срібний призер чемпіонатів Азії, чемпіон Азійських ігор, дворазовий володар Кубків світу, учасник Олімпійських ігор.

## Біографія
Молодший брат срібного олімпійського медаліста літніх Олімпійських ігор 2004 року в Афінах Масуда Мустафи-Джохара. Виступає за борцівський клуб «Тахті» з Малаєра.

## Спортивні результати на міжнародних змаганнях

### Виступи на Олімпіадах
| Змагання                    | Збірна | Вагова категорія | Місце |
| --------------------------- | ------ | ---------------- | ----- |
| Літні Олімпійські ігри 2008 | Іран   | 74 кг            | 19    |

### Виступи на Чемпіонатах Азії
| Змагання                       | Збірна | Вагова категорія | Місце  |
| ------------------------------ | ------ | ---------------- | ------ |
| Чемпіонат Азії з боротьби 2007 | Іран   | 74 кг            | Срібло |
| Чемпіонат Азії з боротьби 2008 | Іран   | 74 кг            | Срібло |
| Чемпіонат Азії з боротьби 2014 | Іран   | 86 кг            | Золото |

### Виступи на Азійських іграх
| Змагання           | Збірна | Вагова категорія | Місце  |
| ------------------ | ------ | ---------------- | ------ |
| Азійські ігри 2014 | Іран   | 86 кг            | Золото |

### Виступи на Кубках світу
| Змагання                    | Збірна | Вагова категорія | Місце  |
| --------------------------- | ------ | ---------------- | ------ |
| Кубок світу з боротьби 2011 | Іран   | 84 кг            | 10     |
| Кубок світу з боротьби 2014 | Іран   | 86 кг            | Золото |
| Кубок світу з боротьби 2015 | Іран   | 86 кг            | Золото |

### Виступи на інших змаганнях
| Змагання                                        | Збірна | Вагова категорія | Місце  |
| ----------------------------------------------- | ------ | ---------------- | ------ |
| Кубок Тахті 2009                                | Іран   | 74 кг            | Бронза |
| Кубок Тахті 2010                                | Іран   | 74 кг            | 11     |
| Кубок Імамалі Хабібі і Абдоллаха Мохамеда 2010  | Іран   | 84 кг            | 7      |
| Кубок Тахті 2011                                | Іран   | 84 кг            | 5      |
| Турнір Яшара Догу 2012                          | Іран   | 84 кг            | Бронза |
| Золотий Гран-прі з боротьби 2012                | Іран   | 84 кг            | Бронза |
| Чемпіонат світу серед студентів з боротьби 2012 | Іран   | 84 кг            | Золото |
| Кубок Тахті 2013                                | Іран   | 84 кг            | Золото |
| Кубок Тахті 2014                                | Іран   | 86 кг            | Золото |
| Кубок Тахті 2015                                | Іран   | 86 кг            | Золото |
| Клубний чемпіонат світу з боротьби 2015         | Іран   | команда          | Золото |
| Кубок Тахті 2016                                | Іран   | 86 кг            | Бронза |
| Beat the Streets 2016                           | Іран   | LL 86 кг         | Срібло |